# Octonoba basuensis
Octonoba basuensis es una especie de araña araneomorfa del género Octonoba, familia Uloboridae. Fue descrita científicamente por Hu en 2001.
Habita en China.